# Minalabac
Minalabac (Bayan ng Minalabac) är en kommun i Filippinerna. Kommunen ligger på ön Luzon, och tillhör provinsen Camarines Sur. Folkmängden uppgår till 52 390 invånare.

## Barangayer
Minalabac är indelat i 25 barangayer.
| - Antipolo - Bagolatao - Bagongbong - Baliuag Nuevo - Baliuag Viejo - Catanusan - Del Carmen-Del Rosario (Pob.) - Del Socorro - Hamoraon - Hobo - Irayang Solong - Magadap - Malitbog | - Manapao - Mataoroc - Sagrada (Sagrada Familia) - Salingogon - San Antonio - San Felipe-Santiago (Pob.) - San Francisco (Pob.) - San Jose - San Juan-San Lorenzo (Pob.) - Taban - Tariric - Timbang |